# Niżnieje Kazaniszcze
Niżnieje Kazaniszcze (ros. Нижнее Казанище) – wieś w Rosji, w Dagestanie, w rejonie bujnakskim. W 2010 liczyła 12 871 mieszkańców, głównie Kumyków.